# Crinotarsus plagiatus
Crinotarsus plagiatus là một loài bọ cánh cứng trong họ Cerambycidae.